# Молоховка
Молоховка или Молоховаја (рус. Молоховка, Молоховая) руска је река која протиче преко западног дела Смоленске области, односно преко територија Монастиршчинског и Красњенског рејона.
Извире у југозападном делу Смоленског побрђа, код засеока Николајевка, тече ка југоистоку и након 53 km тока улива се у реку Вихру као њена десна притока (код засеока Заљково). Карактеристична ове реке је да њене обале нису обрасле шумском вегетацијом и да су јако еродиране. Припада басену реке Дњепар.